# Toshiyuki Morikawa
Toshiyuki Morikawa (森川 智之 Morikawa Toshiyuki?,  Shinagawa, Tokio, 26 de enero de 1967) es un actor de voz y cantante japonés. Es el actual presidente de Axlone, una compañía de doblaje que fundó en abril de 2011. En 2003, junto a Fumihiko Tachiki, formó una banda llamada "2Hearts", siendo uno de sus trabajos el tema de apertura del juego Dynasty Warriors 4: Empires. Morikawa le ha dado voz a una gran variedad de personajes, tanto de anime como de videojuegos, entre los que se destacan Sefirot en la franquicia de Final Fantasy y Kingdom Hearts, Dante en Devil May Cry, Minato Namikaze en Naruto, Eneru y Hatchan en One Piece, Tyki Mikk en D.Gray-man, Naraku en InuYasha, Griffith en Berserk de 1997 y Eizen en el juego de Tales of Berseria (Playstation 3, PlayStation 4 y Microsoft Windows).
Asistió a la Katsuta Voice Actor's Academy y estuvo en la misma clase que Kotono Mitsuishi, Chisa Yokoyama, Wataru Takagi, Sachiko Sugawara y Michiko Neya. También ha sido condecorado junto a su colega Katsuyuki Konishi, con el premio a "Mejor actor de reparto" en la novena edición de los Seiyū Awards, por sus trabajos en Naruto y Hero Bank.

## Filmografía

### Anime
- After War Gundam X (Shagia Frost)
- Apocripha/0 (Jade Davis)
- Ballroom e Yōkoso (Kaname Sengoku)
- Banana Fish (Blanca)
- Berserk (Griffith) (1997)
- Bleach (Isshin Kurosaki/Tousen Kaname/Tsubaki)
- Black Clover (Julius Novachrono)
- Black Lagoon (Mr. Chang)
- Bungō Stray Dogs 2 (Edgar Allan Poe)
- Buddy Daddies (Kyūtarō Kugi)
- Casshern Sins (Dio)
- Crayon Shin-chan (Hiroshi Nohara, ep. 907-) (Reemplazando a Keiji Fujiwara)
- Cybercat Kurochan (Ichiro Suzuki)
- Danganronpa 3: The End of Hope's Peak Academy - Future Arc (Kyosuke Munakata)
- Deadman Wonderland (Higashi Genkaku)
- Detective Conan (Shukichi Haneda)
- D.Gray-man (Tyki Mikk)
- Damekko Doubutsu (Yunihiko)
- Devil May Cry (Dante)
- Diabolik Lovers (Carla Tsukinami)
- Digimon Adventure 02 (Mummymon, BelialVamdemon, Yukio Oikawa)
- Digimon Ghost Game (Aviel Kyogoku/Vamdemon/Myotismon, ep. 25)
- Fairy Tail (Mard Geer Tartaros)
- Fena: Pirate Princess (Abel Bluefield)
- Fighting Spirit (Alexander Volg Zangief)
- Flint the Time Detective (Wolfgang Amadeus Mozart)
- Fruits Basket (Kazuma Sōma) (2019)
- Full Metal Panic? Fumoffu (Atsunobu Hayashimizu)
- Futari wa Pretty Cure Splash Star (Goyan)
- Fuyu no Semi (Akizuki Keiichiro)
- F-Zero: GP Legend (Ryu Sukazu)
- Gakuen Heaven (Hideaki Nakajima)
- Gallery Fake (Reiji Fujita)
- Gintama (Sasaki Isaburo)
- Ghost Sweeper Mikami (Peter)
- Glass Mask (Masumi Hayami)
- Gundam Wing (Otto)
- Hajime no Ippo (Alexander Volg Zangief)
- Hanasakeru Seishounen (Fang Li-ren)
- Higeki no Genkyō to naru Saikyō Gedō Last Boss Joō wa Min no tame ni Tsukushimasu (Albert)
- High Card (Greg Young)
- Initial D Fourth Stage (Daiki Ninomiya)
- InuYasha (Naraku, Hitomi Kagewaki)
- Inuyasha Kanketsu-hen (Naraku)
- Jikū Tenshō Nazca (Huáscar)
- JoJo's Bizarre Adventure (Yoshikage Kira)
- Joker Game (Amari)
- Junjō Romantica (Isaka Ryuichiro)
- Juuni Senshi Bakuretsu Eto Ranger (Pochirō, Hols)
- Kakkō no Iinazuke (Sōichirō Amano)
- Kamigami no Asobi (Toth Caduceus)
- Kenja no Mago (Oliver Schtrom)[2]
- Key the Metal Idol (Shuuichi Tataki)
- Kimetsu no Yaiba (Ubuyashiki/Oyakata-sama)
- Kindaichi Case Files (Kengo Akechi)
- King of Bandit Jing (Master Gear)
- Konjiki no Gash Bell!!: 101 Banme no Mamono (Sabio)
- Kouryu Densetsu Villgust (Kui)
- Kyo Kara Maoh! (Conrad Weller)
- Kyōkai no Rinne 3 (Otobe, ep 70)
- Last Exile (Alex Rowe)
- LLegend of the Mystical Ninja (Seppukumaru)
- Macross Delta (Arad Mölders)
- Made in Abyss (Bondrewd)
- Madlax (Carrossea Doon)
- Mahō Tsukai no Yome (Simon Cullum)
- Major (Jeff Keane)
- Makura no Danshi (Yuichirō Iida)
- Mamotte Shugogetten (Miyauchi Izumo)
- Martian Successor Nadesico (Genichiro Tsukiomi)
- The Melancholy of Haruhi Suzumiya (Yutaka Tamaru)
- Mobile Suit Victory Gundam (Kill Tandon, Kuffu Salomon, Metchet Rubence)
- Mo Dao Zu Shi (Lan Xichen)
- Monkey Typhoon (Saitosu)
- My Hero Academia (Hikage Shinomori)
- Nana (Takumi Ichinose)
- Naruto (Kimimaro Kaguya)
- Naruto Shippuden (Minato Namikaze)
- Night Head Genesis (Naoto Kirihara)
- Ōshitsu Kyōshi Haine (Viktor von Glanzreich)
- One Piece (Enel y Hatchan)
- One-Punch Man (Boros)
- Otogi-Jushi Akazukin (Jedo)
- Peacemaker Kurogane (Ryunosuke Ichimura)
- Platinum End (Nanato Mukaido)
- Please Save My Earth (Jinpachi)
- Pokémon (Haunter, Bruno)
- Ranma ½ (Tōfū Ono) (2024)
- Sailor Moon S (Yū Kazama)
- Saint Beast (Seiryuu no Gou)
- Saint Tail (Manato Sawata)
- Saiunkoku Monogatari (Shuuei Ran)
- Saiyuki (Homura)
- Sekaiichi Hatsukoi (Ryuichiro Isaka)
- Sengoku Basara (Kojuro Katakura)
- Shadowverse (Leon Aurenche)
- Shoot! (Atsushi Kamiya)
- Shōnen Onmyōji (Seiryuu)
- Shuffle! (Rey de los Demonios)
- Shūmatsu no Izetta (Rudolph)
- Slam Dunk (Yohei Mito, Toki Kuwata, Kazuo Araki, Nobunaga Kiyota)
- Slayers Next (Keih)
- Slayers Try (Relmutte)
- Soul Edge/Soul Blade (Hwang Seong-gyeong)
- Sousei No Aquarion (Tōma)
- Speed Grapher (Chouji Suitengu)
- Sukisho (Ryouya Kozuki)
- Super Robot Wars Original Generation: The Animation (Kyosuke Nanbu)
- Super Robot Wars Original Generation: Divine Wars (Kyosuke Nanbu)
- Sword Art Online (Kikuoka Seijirou)
- Tadaima, Okaeri (Hiromu Fujiyoshi)
- Tekkaman Blade (Takaya Aiba "D-Boy"/Tekkaman Blade)
- Tekkaman Blade II (Takaya Aiba "D-Boy"/Tekkaman Blade)
- Tenchi Muyo! in Love (Joven, Nobuyuki Masaki)
- Tenjho Tenge (Mitsuomi Takayanagi)
- To Aru Majutsu no Index III (Fiamma of the Right)
- Tokyo Mew Mew (Ron Yuebing)
- Trigun (Kescas)
- Ultimate Muscle (Terry the Kid)
- Konjiki no Gash Bell: 101 Banme no Mamono (Wiseman)
- Winter Cicada (Akizuki Keiichiro)
- X (Seiichirō Aoki)
- X-Men (Cyclops)
- Yami no Matsuei (Tatsumi Seiichirou)
- Yu-Gi-Oh! (Katsuya Jōnouchi (Joey Wheeler)) (1998)
- Yū Yū Hakusho (Roto, capítulo 29)
- Magi: The Labyrinth of Magic (Ugo)
- Zoids: Chaotic Century (Heinz)

### OVAs
- Black Lagoon: Roberta's Blood Trail (Bai Ji-Shin Chang)
- Final Fantasy VII: Advent Children (Sephiroth)
- Haru wo Daiteita (Kyōsuke Iwaki)
- Last Order: Final Fantasy VII (Sephiroth)
- Shōnan Jun'ai Gumi (Kunito Nakajo)
- Tales of Phantasia: The Animation (Dhaos)
- Ultraman: Super Fighter Legend (Ultraman)
- Ring ni Kakero Hermanos Baroa
- Haru Wo Daiteita : Iwaki

### Especiales
- Black Lagoon Omake (Bai Ji-Shin Chang)

### Películas
- Dragon Ball Z: Ginga Giri-Giri!! Butchigiri no Sugoi Yatsu (Gokua)
- Fullmetal Alchemist: La estrella sagrada de Milos (Melvin Voyager)
- Naruto Shippūden: The Lost Tower (Minato Namikaze)
- Road to Ninja: Naruto the Movie (Minato Namikaze)
- Batman Ninja (Two Face)
- Nanatsu no Taizai: Tenkū no Torawarebito (Bellion)
- Detective Conan: The Scarlet Bullet (Shukichi Haneda)
- Saint Seiya Tenkai-hen ~Overture~ (Teseo)
- Saint Seiya: Legend of Sanctuary (Aioros de Sagitario)

### CD Drama
- Mahō Tsukai no Yome (Simon Cullum)

### Videojuegos
- Dissidia: Final Fantasy (Sephiroth)
- Fate/Grand Order (Ashiya Dōman)
- Final Fantasy Tactics Advance (radio drama) (Adramelech)
- Gakuen Heaven (Nakajima Hideaki)
- Growlanser III: The Dual Darkness (Vincent Kreuzweir)
- JoJo's Bizarre Adventure: All Star Battle (Diavolo)
- JoJo's Bizarre Adventure: Eyes of Heaven (Diavolo)
- Kingdom Hearts II (Sephiroth)
- Lamento: Beyond the Void (Rai)
- Marvel vs. Capcom 3: Fate of Two Worlds, Ultimate Marvel vs. Capcom 3, (Dante)
- Plasma Sword y Star Gladiator (Hayato)
- Rival Schools (Roberto Miura)
- Saint Seiya Awakening(Hades)
- Sengoku Basara 2 (Katakura Kojuro)
- Series de Soul Edge/Soul Blade & Soulcalibur & Namco X Capcom (Heishiro Mitsurugi)
- Super Robot Wars Impact (Kyosuke Nanbu)
- Super Robot Wars Original Generations (Kyosuke Nanbu)
- Super Smash Bros. 64 (Narrator, Master Hand)
- SVC Chaos: SNK vs. Capcom (Ryu)
- Serie de Street Fighter Alpha (Charlie, Ryu - sólo en SFA3)
- Tales of Phantasia (Dhaos) (Versión de PSP)
- Tales of Symphonia (Yuan)
- Tatsunoko vs. Capcom: Ultimate All Stars (Tekkaman Blade)
- Tekken 4, Tekken 5 (Kazuya Mishima)
- Halo reach (Carter)
- Resident Evil 2 Remake  (Leon Kennedy)
- Tokimeki Memorial Girl's Side 2  (Takafumi Wakaouji)
- Yakuza 5 (Tatsuo Shinada)
- Wuthering Waves (Calcharo)

### Doblaje
- Adventure Time (Marshall Lee)
- Billy Madison (Billy Madison)
- Dragon Blade (Capitán) (Xiao Yang)
- Dragon Lord (Cowboy Chin)
- Glee (Will Schuester)
- Happy Gilmore (Happy Gilmore)
- John Wick (John Wick)
- John Wick: Chapter 2 (John Wick)
- John Wick: Chapter 3 - Parabellum (John Wick)
- Star Wars: Episode I – The Phantom Menace (Obi-Wan Kenobi)
- Star Wars: The Force Awakens (Obi-Wan Kenobi)
- Star Wars: The Rise of Skywalker (Obi-Wan Kenobi)
- The Fast and the Furious (Brian O'Conner)
- The hobbit Trilogy (Bilbo Baggins)
- The Matrix (Thomas Anderson/Neo)
- Top Gun (Pete "Maverick" Mitchell)
- Toy Story 4 (Duke Caboom)
- Zootopia (Nicholas "Nick" Wilde)
- Sonic 3, la película (Shadow the Hedgehog) (sustituyendo a Kōji Yusa)